# Champaner
Champaner (Gujarati: ચાંપાનેર) ist ein größeres Dorf mit etwa 3.000 Einwohnern an der Stelle einer ehemals bedeutsamen Stadt im Nordosten des indischen Bundesstaats Gujarat. Der Archäologische Park von Champaner-Pavagadh gehört seit dem Jahr 2004 zum UNESCO-Weltkulturerbe.

## Lage und Klima
Champaner liegt zu Füßen des ca. 750 m hohen Pavagadh-Berges und ca. 140 km (Fahrtstrecke) südöstlich von Ahmedabad in einer Höhe von ca. 150 m; die nächstgelegene größere Stadt ist Vadodara, das ehemalige Baroda (ca. 48 km südwestlich). Das Klima ist zumeist schwülwarm; Regen fällt eigentlich nur in der Monsunzeit (Juni bis Oktober). In der Region um Champaner befinden sich das Westliche Ende des Vindhyagebirges und die südlichen Ausläufer des Aravalligebirges.

## Bevölkerung
Die Bevölkerung von Champaner besteht größtenteils aus Hindus und Moslems; man spricht Gujarati und Hindi. Wie im Norden Indiens üblich, übersteigt der männliche Bevölkerungsanteil den weiblichen um etwa 8 %.

## Wirtschaft
Jahrhundertelang bildete die Landwirtschaft die Lebensgrundlage der Einwohner. In den letzten Jahrzehnten ist der Tourismus als Einnahmequelle hinzugekommen, wobei vor allem eine Seilbahn zu erwähnen ist, die die Besucher auf den 750 m hohen Pavagadh-Hügel hinaufbringt – nebenbei besuchen die Touristen auch einige der schon seit langem aufgegebenen Moscheen der ehemaligen Stadt.

## Geschichte
Gemäß der Überlieferung geht die Gründung von Champaner bereits auf Vanraj Chavda, den ersten Herrscher der im 8. Jahrhundert regierenden Chavda-Dynastie, zurück, der die Stadt nach einem ihm treu ergebenen General benannte. Die Stadt wurde lange Zeit von der rajputischen Chauhan-Dynastie beherrscht, deren letzter Fürst Prithviraj III. im Jahr 1192 bei Delhi eine entscheidende Niederlage gegen die Armee Muhammad von Ghurs (reg. 1163–1206) erlitt. Ein anderer Zweig der Dynastie hielt die Bergfestung von Champaner noch bis weit ins 15. Jahrhundert hinein. Erst Mahmud Begada (reg. 1459–1511), der Sultan von Gujarat, konnte das Fort nach 20-monatiger Belagerung im Jahr 1484 erobern; die ehemals bevölkerungsreiche Stadt benannte er um in Muhammadabad und stattete sie in der Folgezeit mit prächtigen Bauten aus. Im Jahr 1535 setzte der Mogulherrscher Humayun den eigenmächtigen Aktivitäten von Bahadur Shah (reg. 1526–1537) ein Ende; die Stadt Champaner wurde geplündert und konnte nie wieder an ihre Blütezeit anknüpfen. In der ersten Hälfte des 18. Jahrhunderts wurde die Region Ziel von Angriffen der Marathen; seit 1755 war sie Teil des Fürstenstaats Gwalior und im Jahre 1861 übernahmen die Briten offiziell die Herrschaft.

## Sehenswürdigkeiten
Im Archäologischen Park von Champaner-Pavagadh befinden sich zahlreiche aufgegebene Moscheebauten, darunter die eigenwillig gestaltete Freitagsmoschee (Jama Masjid (Champaner)). Aber auch andere Bauwerke sind von Interesse.